# Chiesa di San Lorenzo (Losone)
La chiesa parrocchiale di San Lorenzo martire è un edificio religioso che si trova a Losone, in Canton Ticino.

## Storia
Un edificio di origine medievale era presente in questo sito ed è documentato fin dal 1243; questa costruzione subì notevoli rimaneggiamenti nel corso dei secoli, il più importante dei quali nel XV secolo. Venne ulteriormente modificata nel 1597 e trasformata in stile barocco nel 1719

## Descrizione
La chiesa si presenta con pianta ad unica navata con copertura a volta a botte lunettata.